# Момчило Милиновић
Момчило Милиновић (Београд, 18. август 1954) српски је инжењер и професор на Машинском факултету у Београду. Стручњак је у области ракетних технологија.

## Биографија
Милиновић је рођен 18. августа 1954. године у Београду. Основно и средње школовање завршио је у Београду до 1973. године, када се уписује на Машински факултет Универзитета у Београду. Дипломирао је 1978. године на одсеку за аерокосмотехнику. Дипломски рад одбранио је из области сагоревања у ракетном погону на Катедри за млазну пропулзију.
Последипломске студије на Машинском факултету у Београду уписао је 1982. године на групи за аерокосмотехнику, одсек за ракетни погон и погон летелица. У међувремену, након студија, завршио је Школу резервних официра техничке службе на Војнотехничкој академији у Загребу (Одсек за наоружање). У току рада на пројекту магистарских студија бавио се новом теоријском и експерименталном пропулзијом и погоном лета у области ракетне и пројектилске технике. Магистарски рад одбранио је 1984. године на тему „Принципи прорачуна и методологија пројектовања ракетнонабојномлазне погонске групе са чврстом погонском материјом” на Машинском факултету у Београду. Докторску дисертацију реализовао је на Пердју Универзитету у Лафајету у Сједињеним Државама, а одбранио је на Машинском факултету у Београду 1990. године са темом „Прилог проучавању процеса мешања и догоревања у коморама ракетнонабојномлазне погонске групе”.
Кратко време, у периоду од 1979. до 1980. године провео је на раду у Ваздухопловнотехничком институту у Жаркову, а одмах после у Војнотехничком Институту Копнене војске Југославије у Београду, све до 1992. године, где је напредовао од истраживача-приправника до систем инжењера пројеката ракетне технике, као и НВО. У току рада у ВТИ-КоВ, на задацима реализације специјалне технике и војних технологија, обавио је више стручно-пословних специјализација, једну у француској ракетној индустрији „МАТRА”, затим две у СССР-у и једну у САД, у оквиру које је реализовао експериментални део докторске дисертације за потребе задатака НИР-а у Војнотехничком Институту. Од октобра 1992. године био је запослен на Машинском факултету у Београду, са пуним радним временом, у наставничком звању ванредног професора, а од 1998. и у функцији је шефа Катедре за војно машинство и председника Управног одбора Машинског факултета.
Године 2001. изабран је за редовног професора Машинског факултета у Београду са пуним радним временом и хонорарног професора Војне Академије на предметима управљања ракетним и класичним наоружањем. Матична стручност везана је, дакле, за специјалне наменске технологије и производе, као и технику и технологију ракетног и класичног наоружања и Система управљања ватром и гађањем.
Пре одласка на научноистраживачки рад у САД, упућује се у професионалну Војну школу страних језика (енглеског), у оквиру које стиче образовање за конверзацијски и највиши професионални рад у струци на енглеском говорном подручју. Обуку за руски језик реализује кроз рад у оквиру специјалистичких стручних послова у ВТИ и у току пројектно-развојних и консултативних боравака у СССР-у.
У периоду 1990—1993. године биран је за председника Југословенског комитета за експлозивне материје (струковног удружења професионалаца и експерата специјалне технике и технологије). Био је члан мешовитих комитета за научно-техничку сарадњу Југославије и Русије и Савета за еколошку заштиту, као и Одбора за наменску индустрију Привредне коморе Србије.
Аутор је преко 220 научних, стручних и професионалних радова, монографија и уџбеничког материјала, елабората, студија, рецензија, мишљења и конструктивно-технолошких документација. Свестрани је истраживач докумената и дела Николе Тесле, а у периоду од 1998. до 2000. године и изабрани председник Управног одбора истоименог музеја у Београду.
Организатор је и руководилац Центра за развој производних програма у наменској индустрији, основаног од стране Министарства за науку и технологију Републике Србије, на Машинском факултету.
Говори руски и енглески језик, ожењен је, отац двоје деце, живи и ради у Београду.
Запажене су емисије и разговори о војним питањима између професора Милиновића и новинара Мирослава Лазанског, код кога је професор често гостовао на програму Спутњик Србија и емисији „Лазански директно” на Радио телевизији Републике Српске.